# Ernest Loyer
Pour les articles homonymes, voir Loyer.
Ernest Loyer, né le 21 juillet 1844 à Wazemmes (Nord) et mort le 19 mars 1902 à Lille (Nord), est un homme politique français, membre du parti Action libérale, représentant des catholiques ralliés à la république.

## Biographie
Son père, Henry Loyer, fonde une entreprise de filature en 1842, il est adjoint au maire de Wazemmes et préside le syndicat des filateurs de coton du Nord. Ernest participe à la guerre de 1870 en qualité de lieutenant. Après la mort de son père il reprend la direction de l'établissement familial en 1878.
Maire de Lomme depuis 1896 et conseiller d'arrondissement du canton du sud-ouest de la préfecture du Nord de 1892 à 1898, il est élu député du Nord le 3 septembre 1893, dans la deuxième circonscription de Lille. Il obtient sa réélection en 1898. Mort en 1902, en cours de mandat, il est remplacé à la chambre par Pierre Lorthiois.
Il continue de diriger son entreprise et obtient un Grand-Prix pour ses fils de coton à l'exposition de Lyon.
Il est membre du conseil d'administration des invalides du travail et secrétaire de l'œuvre des invalides de guerre.

## Distinctions
- Officier de l'Ordre de Léopold.
- Médaille de bronze des mutuelles.

## Hommage
Une rue de Lomme porte son nom.

## Sources
- Ressource relative à la vie publique :   - Base Sycomore